# Thomas Akyazili
Thomas Akyazili (15 januari 1997) is een Belgisch basketballer.

## Carrière
Akyazili speelde in de jeugd van BBC Deurne voordat hij de jeugdploegen van de Antwerp Giants vervoegde. Van 2013 tot 2015 speelde hij bij de eerste ploeg, maar koos voor collegebasketbal bij de Colorado Buffaloes. In 2017 keerde hij terug naar de Antwerp Giants en speelt twee seizoen als basisspeler, hij wint in 2018 belofte van het jaar en het jaar erop winnen ze met de ploeg de beker van België.
In 2019 vertrekt hij naar het Turkse Bahçeşehir Koleji SK waar hij twee seizoenen speelde maar pas in zijn tweede seizoen kon hij zich doorzetten. Op het einde van het seizoen verliet hij de club voor promovendus Merkezefendi Belediyesi. Aan het einde van het seizoen tekende hij een driejarig contract bij reeksgenoot Pınar Karşıyaka.
Voor het seizoen 2025/26 tekende hij bij het Turkse Erokspor Istanbul, zijn vierde Turkse club.

## Erelijst
- Belofte van het Jaar: 2018
- Beker van België: 2019